# Томан, Николай Владимирович
Никола́й Влади́мирович То́ман (Ани́симов-То́ман) (27 ноября [10 декабря] 1911, Орёл — 6 августа 1974, Москва) — русский советский писатель приключенческого жанра, фантаст.

## Биография
Родился в 1911 году в городе Орле в семье ремесленника А. Анисимова, воспитывался в семье латышского коммуниста Томана, фамилию которого впоследствии взял. В 1929 году окончил Орловское железнодорожное техническое училище. Работал техником, инженером в железнодорожном депо станции Москва-пассажирская. Входил во Всесоюзное объединение рабочих-авторов, в качестве литературного наставника к нему была прикреплена Мариэтта Шагинян. В 1933—1935 гг. служил в армии. После армии работал литературным сотрудником в редакции газеты «Гудок» и учился заочно в Литературном институте им. А. М. Горького в 1937—1938 гг. В 1939—1940 годах принимал участие во вводе Красной Армии в Западную Белоруссию, в советско-финской и Великой Отечественной войнах. Гвардии капитан Томан занимал должность помощника начальника штаба инженерных войск 6-й гвардейской армии. Член ВКП(б). 
Гвардии капитан. Боевые награды:  "Орден Красной Звезды",  "Медаль «За оборону Сталинграда",  "|Орден Отечественной войны II степени", Медаль "За победу над Германией в Великой Отечественной войне 1941–1945 гг."  После войны жил в Москве.
В 1928 году посылал свой рассказ «Адское изобретение профессора Авантюрова» в журнал «Вокруг света», но получил отказ. Первая повесть («Машинист Громов» — о железнодорожниках) опубликована в 1933 году. В 1938 году опубликовал первые фантастические произведения — рассказы «Ветер» и «Дождь».
Состоял в Союзе писателей СССР, был членом редколлегии альманаха «Мир приключений».
Умер 6 августа 1974 года и похоронен на московском Введенском кладбище, уч. 8.

## Произведения
- «Машинист Громов» — повесть, 1933

- «Мимикрин доктора Ильичёва» — фантастический рассказ, 1939 (препарат невидимости помогает советскому диверсанту уничтожить новейшее германское оружие)
- «Чудесный гибрид» — фантастический рассказ, 1939 (на тему селекции зерновых; можно считать прообразом послевоенной фантастики «ближнего прицела»)
- «На прифронтовой станции» — приключенческая повесть
- «Что происходит в тишине» — приключенческая повесть, 1946
- «Взрыв произойдёт сегодня» — приключенческая повесть, 1948
- «Секрет „Королевского тигра“» — военно-приключенческая повесть, 1948
- «Исчезновение Дмитрия Астрова» — фантастический рассказ, 1949 (электростанция на солнечной энергии)
- «По светлому следу», 1949
- «Когда утихла буря» — приключенческая повесть, 1950
- «Просчёт мистера Бергоффа» — фантастическая повесть, 1950 (американский шпион пытается уничтожить советские посевы с помощью специально выведенных насекомых-вредителей)
- «Сквозь ураган» — повесть, 1953
- «Загадка чертежей инженера Гурова», 1955
- «В погоне за Призраком» — приключенческая повесть, 1955
- «Вынужденная посадка» — сборник повестей, 1955
- «История одной сенсации» — фантастическая повесть, 1956
- «Накануне катастрофы» («Катастрофы не будет, если…») — фантастическая повесть, 1957
- «Пленники „Большого Джо“» — фантастическая повесть, 1958
- «Девушка с планеты Эффа» — фантастическая повесть, 1960
- «Говорит космос» — фантастическая повесть, 1961
- «Made in …» — фантастическая повесть, 1962
- «По светлому следу» — сборник повестей, 1962
- «Именем закона» — сборник повестей, 1962
- «В созвездии Трапеции» — фантастическая повесть, 1964
- «Клиническая смерть профессора Холмского» — фантастическая повесть, 1965
- «Прыжок через невозможное» — сборник повестей, 1965
- «Неизвестная земля» — фантастическая повесть, 1966
- «Операция „Безумие“» — фантастическая повесть, 1966
- «Преступление магистра Травицкого» — сборник повестей, 1968
- «Город может спать спокойно» — сборник повестей о военных разведчиках, 1970 (повести «Среди погибших не значатся», "Подступы к «Неприступному»" и «Город может спать спокойно»)
- «Робот „Чарли“ грабит банк» — фантастическая повесть, 1973
- «Воскрешение из мертвых» — сборник повестей, 1974
- «Подступы к „Неприступному“» — сборник повестей, 1976
- «Эшелоны идут под откос» — военно-приключенческая повесть, 1971